# 言霊少女プロジェクト
『言霊少女プロジェクト』は、2019年より開始されたエイベックス・ピクチャーズによるバーチャルYouTuberを軸にしたプロジェクト。

## 概要
2019年7月、SHOWROOMにてバーチャルオーディションが行われた。600人以上の応募者が集まり、4人のキャラクターが誕生。
2019年10月より結成された、女子高生4人組のバーチャルラップユニット「Microphone Soul Spinners」をメインにアニメ、音楽、ラジオなどメディアミックス展開している。
原作キャラクターデザインは『デュラララ!!』などのイラストを担当するヤスダスズヒト。脚本は『スイートプリキュア♪』、『約束のネバーランド』などのシリーズ構成を担当する大野敏哉。アンバサダーにヒップホップ・ミュージシャンであるKEN THE 390を起用している。
2021年3月31日、プロジェクトとしての活動を終了。川端ひまわり、大江ふぶきの2名は個人での配信活動を継続。

## あらすじ
舞台は私立聖ヒエラルキー学園高等学校。全校生徒がスター候補というエンタメに特化した学園であり、ヒエラルキーの頂点に君臨するのが、0.027%の生徒しか付けられないプリズム色のリボンを付けているプリズム女子と呼ばれる生徒会だ。
プリズム女子に対抗心を燃やす、「Microphone Soul Spinners」のメンバー4人。そんな4人がヒエラルキーの最下層からラップバトルでのし上がっていく物語である。

## 登場人物

### Microphone Soul Spinners
向田 らいむ（むこうだ らいむ）
声 - 齋藤亜里菜
身長：157cm
聖ヒエラルキー学園の2年生。Microphone Soul Spinnersのキャプテン。好物は牛タンとマシュマロ。MSSらいむレーシングでコラボレーションしている。
与謝野 詩歌（よさの しいか）
声 - 田上真里奈
身長：154cm
聖ヒエラルキー学園の1年生で俳句部所属。本人曰く与謝野晶子の末裔。先祖代々短歌を嗜んでいるが、あえて俳句アイドルを目指している。お粗末が口癖。
川端 ひまわり（かわばた ひまわり）
声 - 塩出美彩希
身長：162cm
聖ヒエラルキー学園の3年生。芸人になるために上京。出席日数が足りず、1年留年している。性格はネガティブだが、関西弁でツッコミを入れて話す。
ヴィルヌーヴ 千愛梨（ヴィルヌーヴ ちえり）
声 - 天野萌
誕生日：3月22日、身長：145cm
聖ヒエラルキー学園の3年生。日本とカナダのハーフ。以前はプリズム女子であった。普段は強気で口調もきついが、打たれ弱い。身長の低さを気にしている。

### RabbyTwins
大江 いぶき（おおえ いぶき）
声 - 森友莉世
身長：158cm
ふぶきの双子の姉でアニメ研究部所属。声優専攻。お寿司大好き、特にサーモンは最高。
大江 ふぶき（おおえ ふぶき）
声 - 蒔田つぐみ
身長：158cm
いぶきの双子の妹でアニメ研究部所属。声優専攻。甘党であり、特にお汁粉を好む。

### その他
ヒエラル牛（ひえらるビーフ）
声 - 徳井青空
別名『神の乳』とも呼ばれる伝説の牛。聖ヒエラルキー学園のどこかにいると言われている。
プリズム女子
声 - 門田紗季、和泉円香、春良紗名、藤原ともみ
詩歌の母
声 - 谷岡聖
ナレーション
声 - 上田燿司

## Webアニメ
『言霊少女 the Animation -Microphone soul spinners-』（ことだましょうじょ ジ アニメーション マイクロフォン ソウル スピナーズ）は、2020年1月よりSHOWROOM・YouTube Liveほかにて配信されているWebアニメ。モーションキャプチャーを駆使した3DCG作品。

### スタッフ
- 原作・製作 - 言霊少女プロジェクト[9]
- 共同原作 - 金沙SQUAD
- 監督 - 筧昌也[9]
- 脚本 - 大野敏哉[9]
- 原作キャラクターデザイン - ヤスダスズヒト[9]
- CGディレクター - 鄧小輝[9]
- モーションキャプチャースーパーバイザー - 篠原貴英[9]
- フェイシャルキャプチャースーパーバイザー - 栗田泰成[9]
- テクニカルディレクター - 三鬼健也[9]
- 編集 - 市田俊介[9]
- 音響監督 - 浅田将助[9]
- 音響制作 - 1991[9]
- プロデューサー - 松村一人
- アニメーションプロデューサー - 美濃一彦
- アニメーション制作 - 東映ツークン研究所[9]

### 主題歌
「Microphone soul spinners!」
作中のユニット「Microphone Soul Spinners」が歌うオープニングテーマ。作詞はプラズマ・柿本論理、作曲・編曲は柿本論理。

### 各話リスト
| 話数 | サブタイトル                                      | 配信日         |
| ---- | ------------------------------------------------- | -------------- |
| #1   | 始まるよ、私たちのパーリー                        | 2020年 1月11日 |
| #2   | 羽ばたけ、我らがひよこジャージ                    | 1月18日        |
| #3   | 轟け、私たちの名前                                | 1月25日        |
| #4   | ビビんなよ、初めてのストリート                    | 2月8日         |
| #5   | 覚悟しろ、これがビーフだ                          | 2月15日        |
| #6   | 聴こえるか 箱入り娘の この声が                    | 2月29日        |
| #7   | 弾けんかい、この眠り過ぎた魂よ                    | 3月7日         |
| #8   | 負けるな、初めてのサイファー                      | 3月21日        |
| #9   | 浮かれるぜ、恋は幻                                | 3月29日        |
| #10  | 泣かすなよ、マイ・ファーザー                      | 4月5日         |
| #11  | 見破れますか? 真のわたくし                        | 4月12日        |
| #12  | 嘘やろ、いきなり宇宙戦争!?                        | 4月19日        |
| #13  | 言えねーんだよ、親友だからな                      | 4月26日        |
| #14  | 悲しいです、こんなサヨナラ                        | 5月2日         |
| #15  | やめとけよ、泣いちまうだろ                        | 5月9日         |
| #16  | 上がるわヴァイブス、ライブ配信                    | 5月16日        |
| #17  | 夢に見ました、初めてのステージ                    | 5月23日        |
| #18  | 怖くないよね、仲間だもん                          | 5月30日        |
| #19  | 感謝しとくぜ、ネガティブマスター                  | 6月6日         |
| #20  | 褒めていただいてもよろしいですか?こんなわたくしを | 6月13日        |
| #21  | やって来ました、遥かカナダに                      | 7月25日        |
| #22  | ほら見たことか、ホラーやないかい                  | 8月1日         |
| #23  | ありがとみんな、いざ戦場へ!                       | 8月8日         |
| #24  | 終わらせないよ、四人のパーリー                    | 8月15日        |

### 放送局
| 配信期間        | 配信時間        | 配信サイト                                                                                                |
| --------------- | --------------- | --- |
| 2020年1月11日 - | 土曜 20:00 更新 | SHOWROOM YouTube Live                                                                                     |
|                 | 土曜 21:00 更新 | dTV |
| 2020年1月12日 - | 日曜 21:00 更新 | dアニメストア U-NEXT アニメ放題 MIRAIL ニコニコチャンネル ビデオマーケット DMM.com GYAO!ストア Rakuten TV |
| 2020年1月13日 - | 月曜 12:00 更新 | HAPPY☆動画                                                                                                |
|                 | 月曜 19:00 更新 | TSUTAYA TV                                                                                                |
| 2020年1月14日 - | 火曜 21:00 更新 | ひかりTV AbemaTV                                                                                          |
| 2020年1月15日 - | 水曜 00:00 更新 | ビデオパス J:COMオンデマンド                                                                              |
|                 | 水曜 12:00 更新 | バンダイチャンネル                                                                                        |

## WEBラジオ
『言霊少女 presents ソウスピラジオ♪』のタイトルで、2019年11月12日から2020年8月13日までHiBiKi Radio Stationにて隔週配信されていた。パーソナリティは徳井青空。毎回、メンバーをゲストに迎えて放送していた。

## SHOWROOM
言霊少女プロジェクトのメンバーが生配信を行っている。また、公式YouTubeにて、アーカイブが不定期配信されている。
2020年3月22日、「言霊少女プロジェクトCD発売記念!ソウスピといっしょ」が特別生配信。ソウスピメンバー4人と天の声として徳井青空が参加。

## ディスコグラフィ
| 発売日        | タイトル                                                   | 規格品番   |
| ------------- | ---------------------------------------------------------- | ---------- |
| 2020年1月29日 | 言霊少女プロジェクト01「Rhyme」                            | EYCA-12727 |
| 2020年1月29日 | 言霊少女プロジェクト02「Chieri」                           | EYCA-12728 |
| 2020年2月26日 | 言霊少女プロジェクト03「Shiika」                           | EYCA-12729 |
| 2020年2月26日 | 言霊少女プロジェクト04「Himawari」                         | EYCA-12730 |
| 2020年3月25日 | 言霊少女プロジェクト UNIT CD 「Microphone soul spinners!」 | EYCA-12744 |
| 2020年6月30日 | 言霊少女プロジェクト RabbyTwins ユニット曲 「Twin Queen」  | 配信       |